# ᴁ
Cette page contient des caractères spéciaux ou non latins. S’ils s’affichent mal (▯, ?, etc.), consultez la page d’aide Unicode.
ᴁ (sans majuscule), appelé petite capitale æ, est une lettre additionnelle de l’écriture latine qui est utilisée dans certaines transcriptions phonétiques dont la transcription de Techmer ou l’alphabet phonétique ouralien.

## Utilisations
Dans la transcription de Techmer, ‹ ᴁ › represente une voyelle ouverte antérieure non arrondie [a], par exemple dans la transcription du mot français « patte », pᴁt.
Dans l’alphabet phonétique ouralien, ‹ ᴁ › représente une voyelle pré-ouverte antérieure non arrondie dévoisée ; le æ minuscule ‹ æ › représentant une voyelle pré-ouverte antérieure non arrondie et la petite capitale indiquant le dévoisement de celle-ci.
George L. Trager (en) utilise la petite capitale æ ‹ ᴁ › comme symbole d’une modification de l’alphabet phonétique international, .
Hreinn Benediktsson utilise la petite capitale æ ‹ ᴁ › pour représenter l’archiphonème des voyelles /a/ et /e/.

## Représentations informatiques
La petite capitale æ peut être représentée avec les caractères Unicode (Extensions phonétiques) suivants :
| formes    | représentations | chaînes de caractères | points de code | descriptions                               |
| --------- | --------------- | --------------------- | -------------- | ------------------------------------------ |
| minuscule | ᴁ               | ᴁ                     | U+1D01         | lettre minuscule latine petite capitale ae |